# 弗拉姆威爾蓋特橋

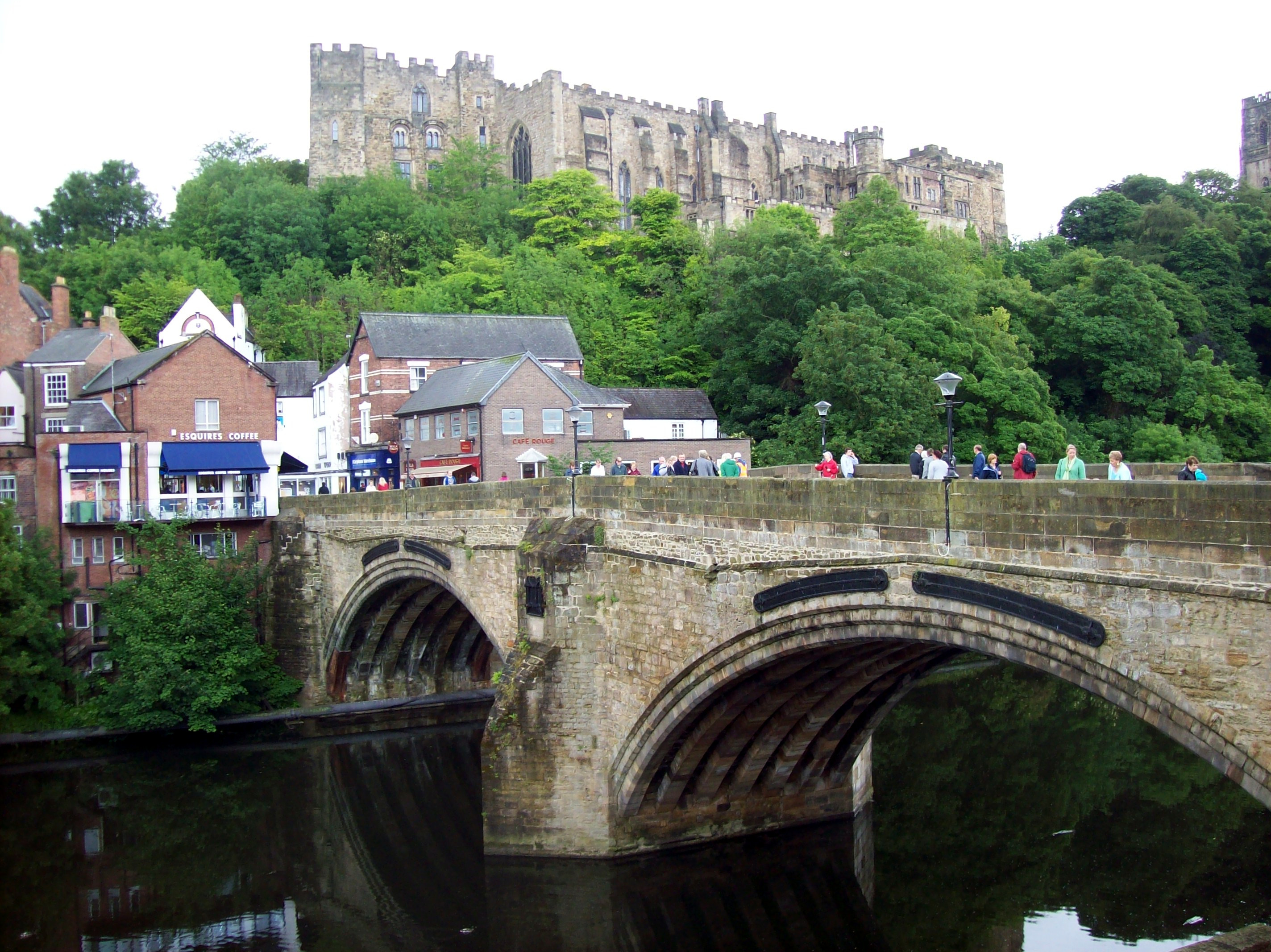
弗拉姆威爾蓋特橋

弗拉姆威爾蓋特橋（Framwellgate Bridge）是英國英格蘭東北部城市杜倫的一座修建於中世紀的橋樑，橫跨於威爾河之上。這座橋樑是英國的I級登錄建築。弗拉姆威爾蓋特橋修建於1400年之後，以取代修建於12世紀早期的一座橋樑。現在的橋樑共有兩個橋拱。